# Hans Horn (homme politique, 1933)
Pour les articles homonymes, voir Horn.
Hans Joachim Horn (né le 18 août 1933 à Waldbröl et mort le 9 novembre 2008 dans la même ville) est un homme politique allemand de la CDU. Il est du 29 mai 1980 au 29 mai 1985 et du 31 mai 1990 au 1er juin 2000 membre du Landtag de Rhénanie-du-Nord-Westphalie.

## Biographie
Horn, fils du pasteur Ewald Horn, est diplômé du lycée en 1954. Il étudie ensuite l'histoire, l'anglais et la théologie protestante à l'Université rhénane Frédéric-Guillaume de Bonn. Il termine ses études en 1960 avec le premier examen d'État pour l'enseignement dans les lycées, suivi du deuxième examen d'État en 1962. Horn obtient son doctorat en 1968 sous la direction de Max Braubach avec une thèse sur les courants politiques dans la région de Bonn à la fin du XIXe siècle. De 1969 à 1990, il enseigne l'histoire et la religion protestante, d'abord à Gummersbach-Derschlag, puis au lycée Waldbröler Hollenberg.
Horn est membre de la CDU depuis 1958. De 1961 à 1968, il occupe la présidence de district de la Junge Union dans l'arrondissement du Haut-Berg, à partir de 1973, il est président de district de la CDU de l'arrondissement du Haut-Berg. Horn est membre du conseil de district de l'arrondissement du Haut-Berg depuis 1967, où il est président du groupe parlementaire CDU depuis 1975. Horn est également membre du conseil municipal de Waldbröl. En 1989, Hans Horn prend la présidence du groupe de travail protestante de la CDU Rhénanie de Horst Waffenschmidt. Avec les élections locales de 2004, Horn se retire de la politique locale.
De 1985 à 2008, Horn est membre de la direction de l'Église protestante en Rhénanie .

## Honneurs
- 1984 Thaler de Rhénanie du Conseil régional de Rhénanie
- 1987 Chevalier de l'Ordre du mérite de la République fédérale d'Allemagne
- Chevalier de l'Ordre d'Orange-Nassau